# Mzab-Wargla jezici
Mzab-Wargla jezici, malena skupina od (4) zenatska jezika, šira sjevernoberberska skupina, koji se govore na području Sahare u Alžiru. Ovim jezicima govori preko 120,00 ljudi. Predstavnici su: tagargrent 5,000 (1995); tougourt 6,000 (1995); taznatit 40,000 (1995); i tumzabt 70,000 (1995).

## Vanjske poveznice
- Ethnologue (14th)
- Ethnologue (15th)